# Enchanted Rock
Enchanted Rock (littéralement « rocher enchanté ») est un énorme rocher de granite rose faisant partie de la formation de Llano Uplift, environ 24 km au nord de Fredericksburg au Texas (États-Unis) et à 24 km au sud de Llano. Sa superficie est d'environ 2,6 km2, son dénivelé de 130 mètres et son altitude de 556 mètres. Il s'agit du deuxième plus important monadnock de granite des États-Unis derrière Stone Mountain en Géorgie. Il est protégé au sein de l'aire naturelle d'État d'Enchanted Rock, qui s'étend sur 6,7 km2.